# Challenge–dechallenge–rechallenge
Challenge-dechallenge-rechallenge (CDR) es un protocolo de prueba médica en el que se administra un medicamento o suplemento, se retira y luego se vuelve a administrar, mientras se monitorea en busca de efectos adversos en cada etapa. El protocolo se utiliza cuando las pruebas estadísticas son inapropiadas debido a una reacción idiosincrásica de un individuo específico, o la falta de suficientes sujetos de prueba y unidad de análisis es el individuo. Durante la fase de retirada, se permite que el medicamento se elimine del sistema para determinar qué efecto tiene el medicamento en un individuo. 

## Uso en pruebas de drogas
La CDR es un medio para establecer la validez y los beneficios de la medicación en el tratamiento de afecciones específicas, así como cualquier reacción adversa al medicamento. La Administración  de Alimentos y Medicamentos de los Estados Unidos enumera las reacciones positivas de eliminación del desafío (un evento adverso que desaparece al retirar el medicamento), así como las negativas (un evento adverso que continúa después del retiro), así como el rechazo positivo (los síntomas vuelven a aparecer readministración) y rechallenge negativo (falla de un síntoma para volver a ocurrir después de la readministración). Es uno de los medios estándar para evaluar las reacciones adversas a medicamentos en Francia.

## Fluoxetina y suicidio
Peter Breggin afirmó que había una asociación entre el uso de fluoxetina (Prozac) y la ideación suicida. Mientras su grupo de investigación investigaba la efectividad y los efectos secundarios de la medicación, Breggin notó que solo ciertas personas respondieron a la medicación con mayores pensamientos de suicidio, y utilizaron el protocolo de challenge–dechallenge–rechallenge en un esfuerzo por verificar el vínculo. Dada la baja tasa de incidencia de tendencias suicidas, las pruebas estadísticas se consideraron inapropiadas. Otros investigadores han sugerido de manera similar que la CDR es útil para investigar el efecto adverso de las tendencias suicidas mientras toma fluoxetina, y Eli Lilly adoptó el protocolo en lugar de los ensayos controlados aleatorios al evaluar el aumento del riesgo de suicidio. Además de la tendencia suicida, la acatisia es una reacción a la medicación que se sugiere como modificable a un protocolo CDR.
También se informan ensayos clínicos que utilizan un protocolo CDR para los médicos que intentan evaluar los efectos de un medicamento en los pacientes.